# Wombridge
Wombridge är en ort i civil parish Oakengates, i kommunen Telford and Wrekin, i grevskapet Shropshire, i England. Wombridge var en civil parish fram till 1934 när blev den en del av Oakengates. Civil parish hade 3 405 invånare år 1931.